# Гарольд Ллойд
Гарольд Ллойд (англ. Harold Lloyd; 20 квітня 1893 — 8 березня 1971) — відомий американський комедійний кіноактор, один із найкращих коміків німого кіно. Ллойд знявся приблизно в 200 гумористичних фільмах, і німих, і звукових, між 1913 і 1947 роками. Хоча окремі фільми Ллойда були в середньому не настільки комерційно успішні, як фільми Чарлі Чапліна, він встиг зробити їх набагато більше (він зробив дванадцять повнометражних фільмів у 1920-х роках, а Чаплін — тільки три), і вони принесли більше грошей у цілому (15,7 млн дол. США; а фільми Чапліна 10,5 млн дол. США). Співзасновник кінокомпанії «Роуч-Ллойд» (1915 рік).

## Життєпис
Гарольд народився у Небрасці, а дитинство й юність провів у Сан-Дієго. Батько його був фотографом. Гарольд рано почав цікавитися театральним мистецтвом. З 10 років виступав разом із бродячими комедіантами, а у 12 став працювати у провінційному театрі в Омасі. Потім вчився театральному мистецтву в школах драматичного мистецтва Денвера та Сан-Дієго.
Уже 1912 року як статист бере участь у зйомках у Сан-Дієго. Після цього Гарольд їде до Лос-Анжелеса, де за 5 доларів на тиждень працює у студіях Едісона, «Кістоуні», «Юніверсалі». Він влаштовує страйк статистів проти спроб дирекції зменшити зарплатню до 3 доларів. Керівництво визнало вимоги статистів законними й тут же всіх, хто страйкував, звільнило.
Раптом його друг Хел Роуч отримує спадок — 200 доларів. Друзі миттєво організують власну кінокомпанію «Роуч-Ллойд». Першій фільм було знято за 4 дні й продано за 850 доларів. Унаслідок фінансових суперечностей Гарольд Ллойд переходить у компанію «Пате» до Мака Сеннета. Тут він створює образ Одинака Люка, який став героєм 50 коротеньких фільмів Ллойда. Після цього він змінює амплуа на середнього американця, без усіляких особливостей, сіреньку людину. Спочатку компанії відмовлялися знімати Ллойда в цьому образі, але той переміг. Кожний новий фільм Гарольда був ще успішнішим. Найкращий його фільм «Новачок» дав касовий збір у 2,6 млн доларів, обігнавши «Золоту лихаманку» Чарлі Чапліна.
Найкращі роботи Гарольда Ллойда кінокомпанія «Paramount Pictures» змонтувала у двох фільмах «Комічний світ Гарольда Ллойда» та «Кумедний бік життя» (1962 рік).
Зображення Ллойда, котрий висить на стрілках годинника високо над вулицею у фільмі «Безпека в останню чергу!» (1923), є одним із найзнаменитіших зображень в історії кіно. Ллойд робив більшість цих небезпечних трюків сам, незважаючи на каліцтво, отримане під час зйомок фільму «Поява привидів» (1920) — аварія з бомбою призвела до втрати великого і вказівного пальців правої руки (це було приховано у фільмах спеціальною протез-рукавичкою).
Гарольд Ллойд помер від раку простати 8 березня 1971-го у віці 77 років. Актор похований на кладовищі Форест-Лаун у каліфорнійському Глендейлі.

### Ллойд у масонстві

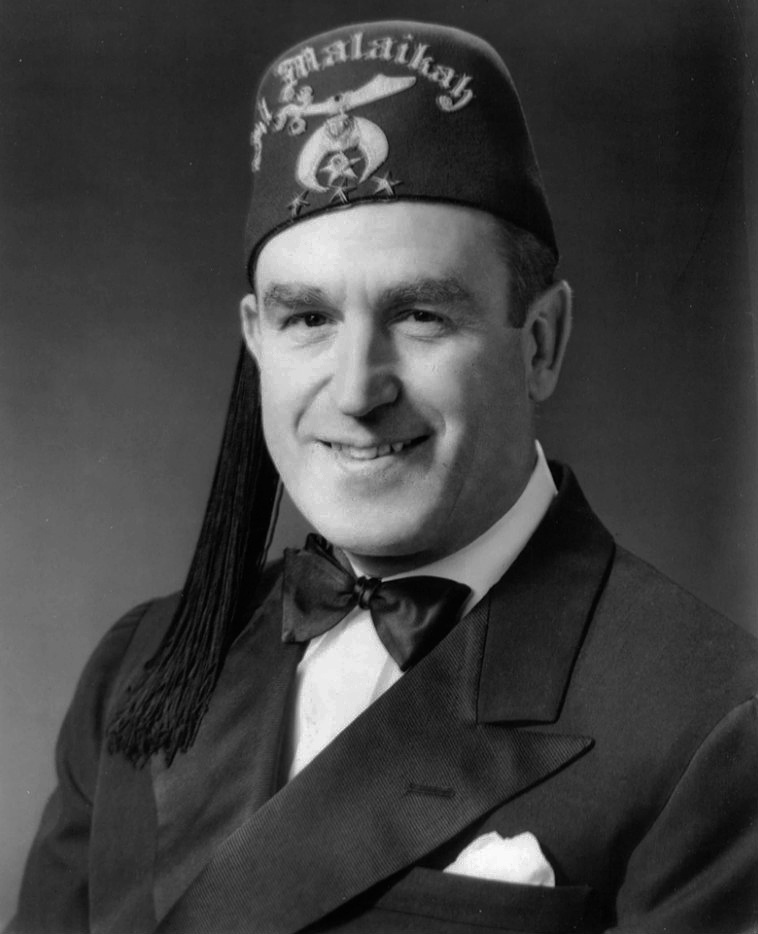
Гарольд Ллойл у 1946 році

1925 року, в розпалі своєї кінокар'єри, Ллойд захопився масонством, вступив у голівудську масонську ложу «Олександр Гамільтон» № 535. Він досить швидко просунувся ступенями в Йоркському і Шотландському статутах. У Йоркському статуті він отримав ступінь Королівської Арки, а в Шотландському — 32 ступінь Верховного князя царственої таємниці. В кінцевому підсумку він досяг 33˚ — Почесного генерального інспектора. Протягом багатьох років, коли його активність у кінобізнесі знизилася, він більше уваги став приділяти діяльності в масонстві. Ллойд був членом благодійної парамасонської організації Shriners і керував Імперіалі Shriners у Північній Америці. На церемонії вступу на цю посаду 25 липня 1949 року були присутні 90000 членів Shriners, а сам захід проходив на Солджер філд. На цьому урочистому заході був присутній президент США Гаррі Трумен, який також був членом Shriners і володів 33˚ Шотландського статуту.

## Фільмографія

### Збережені короткометражні фільми
Це фільми, які, наскільки відомо, існують у різних кіноархівах світу. Деякі з них також можна знайти на відеокасетах або DVD. Багато негативів ранніх короткометражних фільмів було загублено під час пожежі в будинку Ллойда 1943 року. Він дбайливо зберігав повнометражні фільми, і вони залишаються у відмінному стані.

#### Ранні роботи
- 1915 — Просто Божевільний / Just Nuts
- 1915 — Приморські возлюблені міс Фатті / Miss Fatty's Seaside Lovers
- 1915 — Будівля суду Крукс / Court House Crooks, або Courthouse Crooks
- 1915 — Підводний пірат / A Submarine Pirate

#### Одинокий Люк
- 1915 — Деяке маля / Some Baby
- 1915 — Даючи їм придатки / Giving Them Fits
- 1915 — Особливі витівки пацієнтів / Peculiar Patients' Pranks
- 1916 — Люк, цукерка / Luke, the Candy Cut-Up
- 1916 — Люк і сільські жлоби / Luke and the Rural Roughnecks
- 1916 — Люк і кристал / Luke, Crystal Gazer
- 1916 — Люк приєднується до військово-морського флоту / Luke Joins the Navy
- 1916 — Люк і бігові коні / Luke and the Bangtails
- 1916 — Плутанина в кінотеатрі / Luke's Movie Muddle
- 1916 — Люк знаходить награбоване / Luke Locates the Loot
- 1916 — Зруйнований сон Люка / Luke's Shattered Sleep
- 1917 — Самотній Люк на Tin Can Alley / Lonesome Luke on Tin Can Alley
- 1917 — Одинокий Люк, посланник / Lonesome Luke, Messenger
- 1917 — Дикі жінки / Lonesome Luke's Wild Women

#### Хлопець в окулярах
- 1917 — Через паркан / Over the Fence
- 1917 — Щипнуто / Pinched
- 1917 — За морською хвилею / By the Sad Sea Waves
- 1917 — Блаженство / Bliss
- 1917 — Острів веселки / Rainbow Island
- 1917 — Флірт / The Flirt
- 1917 — Самотній Люк в клубі Трамп / Lonesome Luke in When Clubs Are Trump
- 1917 — Всі на борт / All Aboard
- 1917 — Йдіть далі / Move On
- 1917 — Соромливий / Bashful
- 1917 — Жвавий крок / Step Lively
- 1918 — Повернутися до лісу / Back to the Woods
- 1918 — Рада / The Tip
- 1918 — Тікай / Beat It
- 1918 — Бензинове весілля / A Gasoline Wedding
- 1918 — Виглядайте приємним, будь ласка / Look Pleasant, Please
- 1918 — Сюди приходять дівчата / Here Come the Girls
- 1918 — Підемо / Let's Go
- 1918 — Свисни в вуса / Pipe the Whiskers
- 1918 — Це — Дике Життя / It's a Wild Life
- 1918 — Безупинне дитя / The Non-Stop Kid
- 1918 — Два пістолета Гасі / Two-Gun Gussie
- 1918 — Пожежний, врятуйте мою дитину / Fireman, Save My Child
- 1918 — Міський пройдисвіт / The City Slicker
- 1918 — Десь в Туреччині / Somewhere in Turkey
- 1918 — Романтичний Озарк / An Ozark Romance
- 1918 — Ошуканці дійсно нечесні? / Are Crooks Dishonest?
- 1918 — Чому до мене чіпляються? / Why Pick on Me?
- 1918 — Машина молодості / Hear 'Em Rave
- 1918 — Візьміть можливість / Take a Chance
- 1918 — Вона не любить мене / She Loves Me Not
- 1918 — На стрибку / On the Jump
- 1919 — Заплатіть належне / Pay Your Dues
- 1919 — Ходіть! Ходіть! Вирушайте! / Going! Going! Gone!
- 1919 — Спитайте батька / Ask Father
- 1919 — Кухар або У вогні / On the Fire — The Chef
- 1919 — В мене своя дорога / I'm on My Way
- 1919 — Дивись / Look Out Below
- 1919 — Наступний прохід / Next Aisle Over
- 1919 — Семмі в Сибіру / A Sammy In Siberia
- 1919 — Молодий містер Джаз / Young Mr. Jazz
- 1919 — Підняти завісу! / Ring Up the Curtain
- 1919 — Марафон / The Marathon
- 1919 — Весняна лихоманка / Spring Fever
- 1919 — Біллі Блейзес, есквайр / Billy Blazes, Esq.
- 1919 — Сусіди / Just Neighbors
- 1919 — У старому виході на сцену / At the Old Stage Door
- 1919 — Ніколи не чіпай мене / Never Touched Me
- 1919 — Перерахуйте свою зміну / Count Your Change
- 1919 — Компанія китайське рагу / Chop Suey & Co.
- 1919 — Будьте моєю дружиною / Be My Wife
- 1919 — Не штовхайтесь / Don't Shove
- 1919 — Натикаючись на Бродвей / Bumping Into Broadway
- 1919 — Тільки його батько / His Only Father
- 1919 — Діти капітана Кідда / Captain Kidd's Kids
- 1919 — З рук в рот / From Hand to Mouth
- 1920 — Його королівська хитрість / His Royal Slyness
- 1920 — Поява привидів / Haunted Spooks
- 1920 — На дикому заході / An Eastern Westerner
- 1920 — Запаморочення / High and Dizzy
- 1920 — Вийдіть і доберіться / Get Out and Get Under
- 1920 — Номер, будь ласка / Number, Please?
- 1921 — Зараз або ніколи / Now or Never
- 1921 — Вищий світ / Among Those Present
- 1921 — Я згідний / I Do
- 1921 — Ніколи не слабшати / Never Weaken

#### Пізні роботи
- 1923 — Собаки війни / Dogs of War
- 1927 — Пародії / Charaster Studies

### Повнометражні фільми
- 1921 — Природжений моряк / A Sailor-Made Man
- 1922 — Бабусин внучок / Grandma's Boy
- 1922 — Лікар Джек / Doctor Jack
- 1923 — Безпека в останню чергу! / Safety Last!
- 1923 — Навіщо турбуватися? / Why Worry?
- 1924 — Сором'язливий / Girl Shy
- 1924 — Гаряча вода / Hot Water
- 1925 — Першокурсник / The Freshman
- 1926 — З волі небес / For Heaven's Sake
- 1927 — Молодший брат / The Kid Brother
- 1928 — Гонщик / Speedy
- 1929 — Ласкаво просимо, небезпека / Welcome Danger
- 1930 — Ногами вперед / Feet First
- 1932 — Божевілля кіно / Movie Crazy
- 1934 — Котяча лапа / The Cat's-Paw
- 1936 — Молочний шлях / The Milky Way
- 1938 — Професор, остерігайся / Professor Beware
- 1947 — Божевільна середа, або Гріх Гарольда Діддлбока / The Sin of Harold Diddlebock

## Цікаві факти

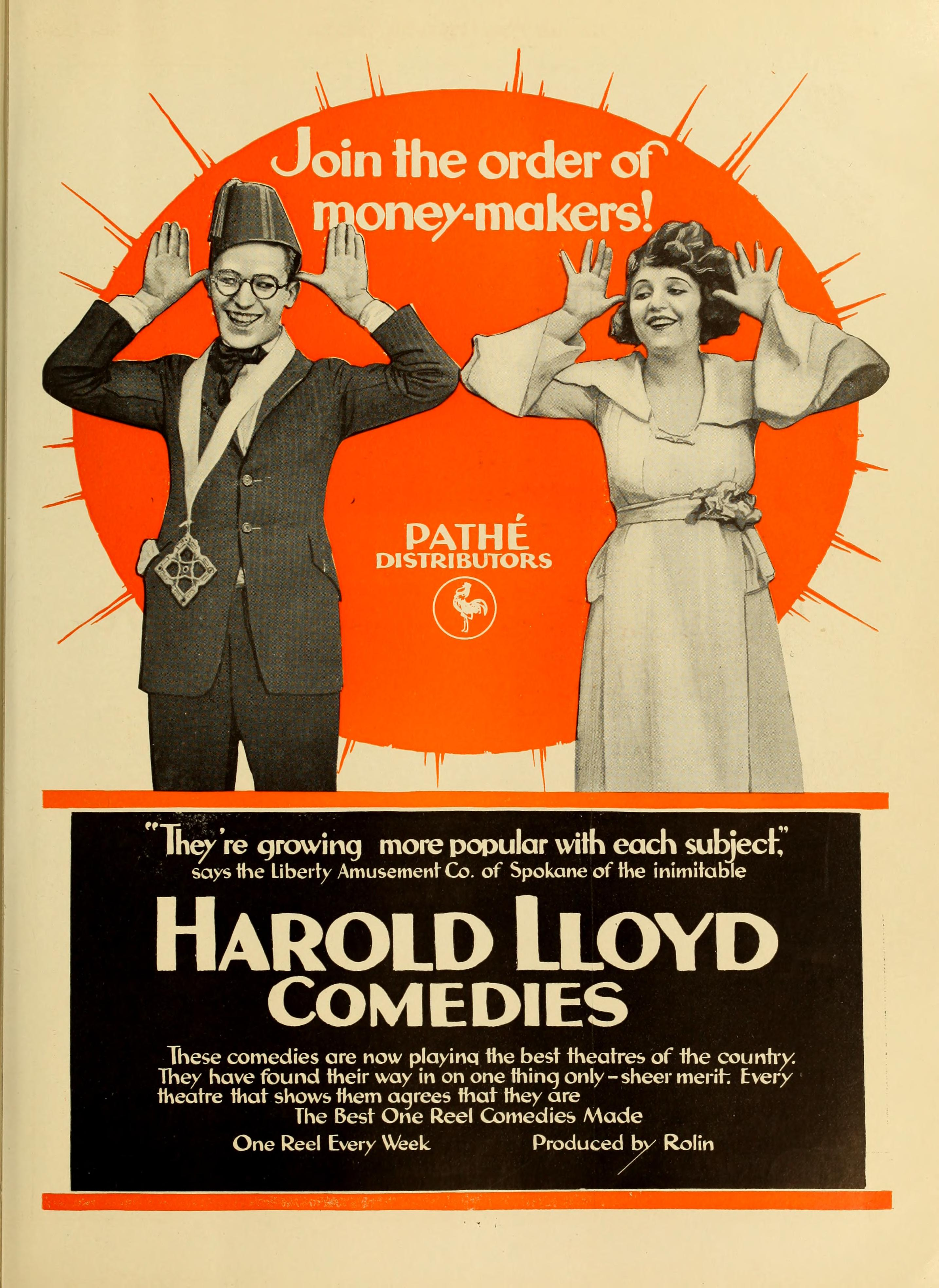
Реклама (1919)

- На честь актора були названі головні герої фільму «Дурний і ще дурніший» (Ллойд і Гаррі).
- Знаменитий трюк із фільму «Безпека в останню чергу!», в якому Ллойд повисає на стрілках годинника, пізніше повторює його однофамілець Крістофер Ллойд у першій частині трилогії «Назад в майбутнє», що, найімовірніше, не є випадковим збігом.
- У мультсеріалі «Футурама» у серії «That's Lobstertainment!» пародія на Гарольда Ллойда — Гарольд Ззойд.

## Нагороди
- Спеціальний приз «Оскар» за творчу роботу в кіно, 1952 рік.